# 50 шагів

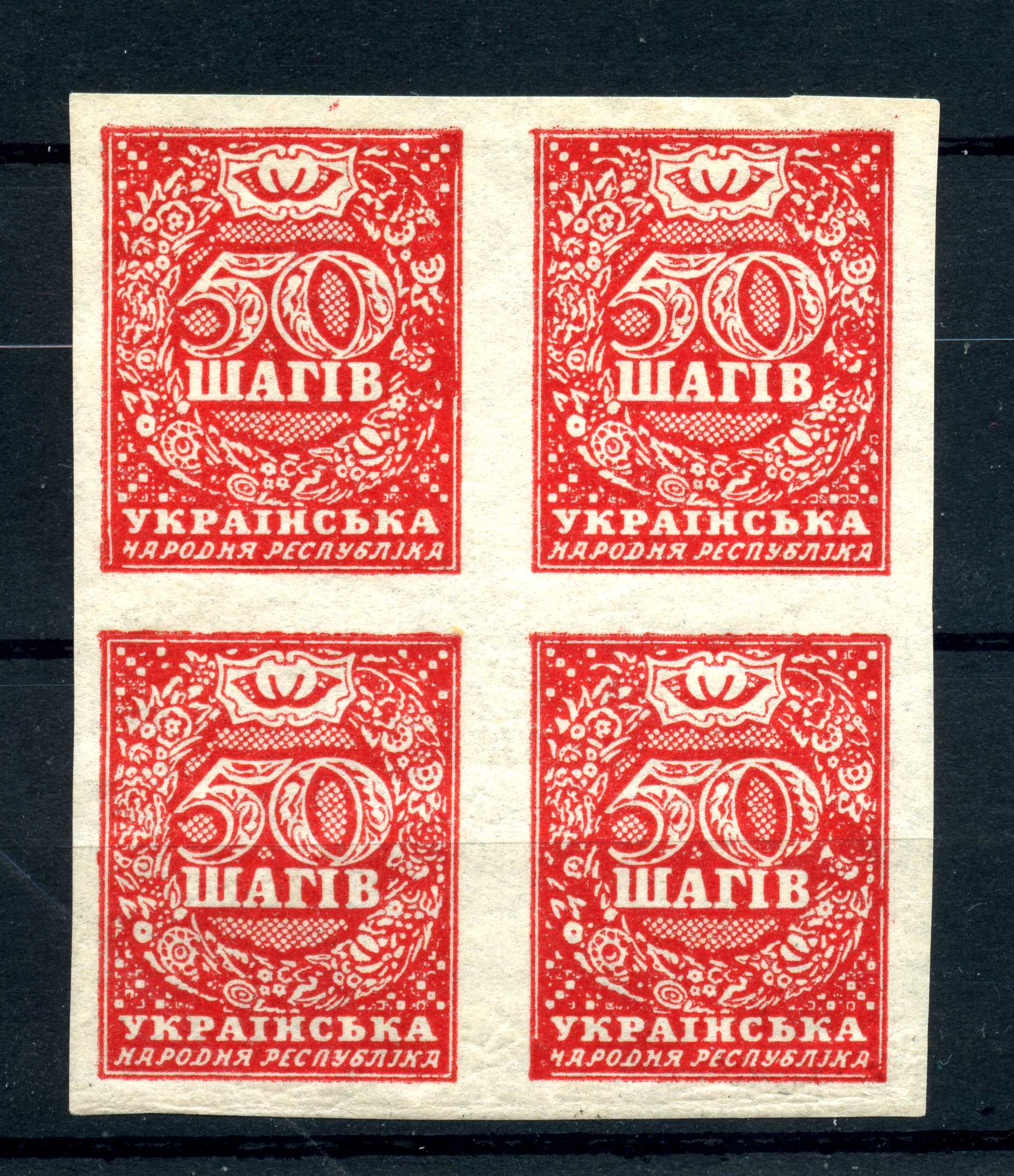
50 шагів 1918 року випуску. Дизайнер графіки Георгій Нарбут.

50 шагів — номінал розмінних грошових марок, що ходив на території УНР в 1918–1919 роках.

## Українська Народна Республіка
Спочатку марки були задумані тільки як поштові мініатюри. Та згодом, через нестачу дрібної розмінної монети, за прикладом російської влади, яка зробила це раніше, стали вживати їх одночасно як марки і гроші на підставі закону УНР від 18 квітня 1918 р. Емісія від 18 квітня містила в собі номінали у 10, 20, 30, 40 і 50 шагів. Друкували «шаги» в Києві аркушами по 100 штук з перфорацією, щоб полегшити відривання окремих купюр. Папір під марки використовували грубий, зручніший для тривалого вжитку. Але ці марки-шаги з'явились у обігу вже після падіння Центральної Ради. В обігу шаги знаходилися до березня 1919 року, коли були скасовані радянською владою.
Дизайн 50 шагів спроектував Георгій Нарбут.
Відомо багато фальшивих купюр цього номіналу. Розмінні марки-шаги було фальшовано у різних містах України, зокрема, в Бердичеві, Білій Церкві, Житомирі тощо. Фальшувалися здебільшого дві найвищі вартості, а саме у 40 та 50 шагів. Підробки виглядали зовні ідентично оригіналам, лише за відсутності «зубкування», чи були «прозубковані» не у 11,5 дірки на 2 см, а у 10,5 дірки, або без напису на зворотньому боці. У колекції капітан-лейтенанта С.Шрамченка були навіть дві 50-шагові розмінні марки, які на реверсі мали напис «Чим наші хуже ваших».

## 1992 рік
У 1992 році було викарбувано пробні монети номіналами «один шаг» та «п'ятдесят шагів», але назву не було затверджено для української монети. Довкола майбутньої назви розмінної монети було багато дискусій, суперечок та розмов. Дехто вважав, що «копійка» — назва російська і для незалежної України вона не підходить. Пропонувалися назви «сота», «резана». Були навіть пропозиції назвати дрібну монету «списівкою». Кажуть, що Леонід Кравчук ухвалив рішення стосовно майбутньої назви монети. І вже 2 березня 1992 постановою Президії Верховної Ради України назва розмінної монети була визначена — «копійка».